# Trafalgar Falls
Trafalgar Falls är ett vattenfall i Dominica.   Det ligger i parishen Saint George, i den södra delen av landet, 4 km öster om huvudstaden Roseau. Trafalgar Falls ligger 173 meter över havet. Det ligger på ön Dominica.
Terrängen runt Trafalgar Falls är huvudsakligen kuperad, men åt nordost är den bergig. Havet är nära Trafalgar Falls åt sydväst. Runt Trafalgar Falls är det ganska tätbefolkat, med 155 invånare per kvadratkilometer. Närmaste större samhälle är Roseau, 4,4 km väster om Trafalgar Falls. I omgivningarna runt Trafalgar Falls växer i huvudsak städsegrön lövskog.